# Хіґаші-Мійоші

Хіґа́ші-Мійо́ші (яп. 東みよし町, ひがしみよしちょう, МФА: [çigaɕi̥ mijoɕi̥ t͡ɕoː]?) — містечко в Японії, в повіті Мійоші префектури Токусіма.  Отримало статус містечка 2006 року. Площа становить 122,55 км². Станом на 1 серпня 2012 року населення складало 14 773  осіб, густота населення — 121 осіб/км².   